# Endre Ady

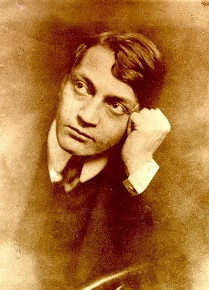
Endre Ady

Endre Ady (Érmindszent (Roemenië), 22 november 1877 - Boedapest, 27 januari 1919) was een Hongaars dichter.

## Biografie
Ady werd geboren in Érmindszent in het comitaat Szilágy (een plaats die thans in Roemenië ligt en sinds 1957 de naam van de dichter heeft). Hij stamde uit een calvinistische verarmde adellijke familie. Hij was de tweede van drie kinderen; het oudste van de drie, een meisje, overleed op jonge leeftijd.
De auteur en dichter Mariska Ady (1888 - 1977) was een nicht van Endre Ady.
Tussen 1892 en 1896 doorliep hij het Calvinistisch College (vandaag Colegiul Naţional "Silvania") in Zilah (vandaag Zalău in Roemenië). Hij publiceerde zijn eerste gedicht op 22 maart 1896 in de plaatselijke krant Szilágy. Daarna studeerde hij kortstondig rechten aan het Gereformeerd College van Debrecen (vandaag Universiteit van Debrecen). Na het afbreken van zijn studies werd hij journalist, en hij publiceerde in 1899 zijn eerste gedichten in de bundel “Versek” (Gedichten). Hij was al vlug uitgekeken op Debrecen (de stad werd later in zijn dichtkunst het symbool van achteruitgang) en verhuisde naar Nagyvárad  (vandaag Oradea, Roemenië), een stad met een rijk cultureel leven.
In de artikels geschreven in 1902 voor Nagyváradi Napló besteedde Ady veel aandacht aan de sociale thema’s van zijn tijd.
"Miklós Wesselényi en het arme keuterboertje! Wellicht onwetend beeldhouwde János Fadrusz een satire” schreef hij bij de opening van het Wesselényi-monument. Werkend als journalist en zijn tijd doorbrengend met gelijkgestemden verruimde zijn horizon. Hij publiceerde een nieuwe verzameling gedichten in 1903, maar hij bleef relatief onbekend. Het keerpunt kwam in augustus 1903 na zijn ontmoeting met Adél Brüll (Mevr. Diósi), een rijk gehuwde vrouw die in Parijs woonde, die haar thuis bezocht in Nagyvárad. Léda (zoals hij haar noemde in zijn gedichten) werd zijn muze; zijn liefde voor haar en zijn bezoek aan Parijs, waarheen hij haar volgde, hielp hem zijn talent te ontwikkelen.
Hij bezocht Parijs zevenmaal tussen 1904 en 1911. Bij zijn terugkeer na zijn eerste bezoek (dat één jaar duurde) begon hij te werken voor het dagblad “Budapesti Napló” (Budapester Journaal), waarin hij meer dan 500 artikels en gedichten publiceerde.
Vanwege zijn interesse in de politiek, werd hij lid van de radicale groep “Huszadik Század” (Twintigste Eeuw). In 1906 publiceerde hij zijn derde dichtbundel, Új versek (Nieuwe gedichten), een mijlpaal in de literatuur die de geboorte van de moderne Hongaarse dichtkunst markeerde. Het was echter zijn vierde bundel, Vér és arany (Bloed en Goud) die hem écht succes en bijval bracht.
In 1906 besloot Ady om het land te verlaten. Opnieuw ging hij naar Parijs. In 1907 diende hij zijn werk bij “Budapesti Napló” te verlaten.
In 1908 verscheen in de eerste uitgave van een nieuw tijdschrift genaamd Nyugat (Het Westen) een gedicht en een essay van Ady. Hij werkte voor de rest van zijn leven voor dit tijdschrift en hij was vanaf 1912 een van de uitgevers.
Ook in 1908 in Nagyvárad was hij een van de stichters van de literaire kring “A Holnap” (De Morgen). De kring publiceerde een anthologie van sommige gedichten van Ady en anderen, waaronder Mihály Babits, Gyula Juhász en Béla Balázs.
De gedichten uit deze anthologie kregen te maken met afkeuring en gebrek aan inzicht. Vele mensen vielen de anthologie aan vanwege het feit dat ze erotische gedichten bevatte. Ady werd ook bekritiseerd voor de onvaderlandse gevoelens in zijn gedichten, waarin hij de tegenstelling onderstreepte tussen het rijke culturele leven waarnaar hij streefde en de realiteit van het wrede Hongaarse boerenleven.
Ady had er een hekel aan dat zijn naam genoemd werd samen met andere dichters, waarvan hij dacht dat ze enkel maar uit waren om mee op zijn kar te springen. Hij schreef een kortverhaal  “(De duk-duk Affaire)” waarin hij diegenen bespotte die de door hem gezette trend volgden.
“Nyugat” is ongetwijfeld het meest belangrijke tijdschrift in de geschiedenis van de Hongaarse literatuur. Ady was er niet alleen de uitgever van, maar evenzeer het symbool.  Aangezien “Nyugat” zich niet bezighield met politiek, was het niet voldoende voor Ady, die wél in politiek geïnteresseerd was, zodat hij ook voor andere kranten schreef.
Hij had felle kritiek op de toenmalige situatie. Hij hield niet van het nationalisme van de lijdende partijen, maar hij bekritiseerde eveneens het anti-nationalisme van de sociaal democraten. Hij wist hoever Hongarije achterop liep tegenover ontwikkelde landen maar hij zag evengoed de fouten van andere Westerse landen.
Vanaf 1909 was hij regelmatig in behandeling in sanatoria voor zijn gezondheid, ondermijnd door syfilis. De politieke situatie werd kritiek, arbeiders protesteerden tegen de regering en Ady zag dat er een revolutie op til was. Ook zijn persoonlijke leven was in crisis, zijn verhouding met Léda werd meer en meer een last voor hem. Terwijl Ady een beroemd dichter werd, verloor Léda haar leidende rol in de relatie, die hij verbrak  in april 1912.
In 1914 ontmoet hij de 20-jarige Berta Boncza, met wie hij sinds 1911 correspondeerde. In 1915 huwen ze, zonder hierbij de toestemming gekregen te hebben van haar vader. In zijn gedichten noemt hij haar “Csinszka”.
Na de moord op aartshertog Franz Ferdinand van Oostenrijk in 1914, zag Ady dat de Eerste Wereldoorlog in aantocht was. Iedereen die hij kende was enthousiast over de oorlog en hij stond alleen met zijn angsten en zorgen om de toekomst. Hij publiceerde zijn laatste dichtbundel in 1918. Hij leed reeds aan een terminale ziekte toen hij zijn laatste gedicht schreef: Üdvözlet a győzőnek (Groet aan de overwinnaar). De syfilis had zijn aorta dermate verzwakt dat hij ieder ogenblik kon overlijden aan een massale bloeduitstorting. Hij werd verkozen als voorzitter van de Mihály Vörösmarty-academie, een organisatie van moderne schrijvers, maar hij kon zijn openingstoespraak niet houden. Hij overleed te Boedapest op 27 januari 1919.

## Dichtkunst
In het begin van de twintigste eeuw maakten de Hongaarse dichters er aanspraak op dat ze in de voetsporen traden van Sándor Petőfi, schrijvend in een geïmiteerde volkse stijl, maar wars van de visie van Petőfi (en, meestal, van zijn talent) dat blijkbaar niet te evenaren was.
Ady was de eerste die brak met de traditie, en de nieuwe moderne stijl  propageerde. Hoewel hij zichzelf zag als een eenzaam, verkeerd begrepen revolutionair, kozen in werkelijkheid vele dichters van zijn generatie zijn kant (en velen van hen imiteerden zijn stijl).
Zijn twee eerste dichtbundels toonden niets nieuw; hij was nog onder de invloed van de 19e-eeuwse dichters zoals Petofi of János Vajda. De eerste elementen van zijn eigen stijl kwamen niet voor in zijn gedichten maar in zijn essays en overige geschriften.
Ady was zonder twijfel beïnvloed door het werk van  Charles Baudelaire en Paul Verlaine, wiens gedichten hij in het Hongaars vertaalde. Hij gebruikt dikwijls het Symbolisme, zijn terugkerende thema's zijn God, Hongarije en het gevecht tot overleven. Andere onderwerpen zijn enkel in bepaalde periodes van zijn leven aanwezig (geld, God, leven en dood, Léda).

## Oeuvre
- Versek ("Gedichten", 1899)
- Még egyszer ("Nogmaals", 1903)
- Új versek ("Nieuwe gedichten", 1906)
- Vér és arany ("Bloed en goud", 1907)
- Illés szekerén ("Op Elia's wagen", 1909)
- Szeretném, ha szeretnének ("Ik hou ervan geliefd te zijn" 1910)
- A Minden-Titkok versei ("De gedichten over Alle Geheimen", 1911)
- A menekülő Élet ("Het vluchtende Leven", 1912)
- Margita élni akar ("Margita wil leven", 1912)
- A magunk szerelme ("Onze eigen liefde", 1913)
- Ki látott engem? ("Wie zag mij?", 1914)
- A halottak élén ("Voor de doden uit", 1918)
- Az utolsó hajók ("De laatste schepen", 1923)

## Citaten
“Talent heeft zijn brutaal noodlot in ieder tijdsgewricht, zelfs in de Gouden Jaren.”